# Jean de Cambefort

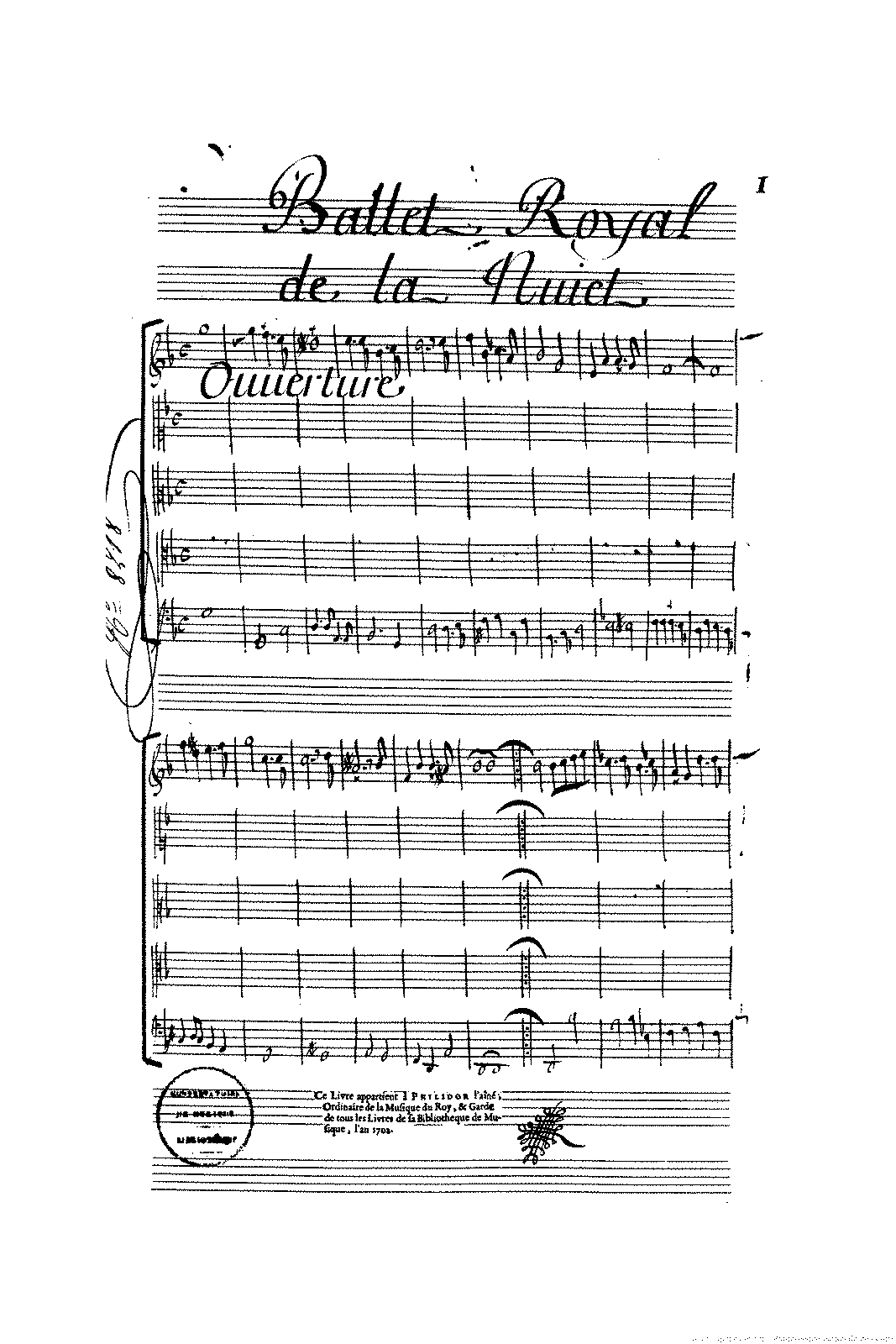
Titulní strana Ballet de la Nuit (Baletu noci)

Jean de Cambefort (1605, Paříž – 4. května 1661, Versailles) byl francouzský barokní hudební skladatel baletů a duchovní hudby.

## Život
Jean de Cambefort začínal jako zpěvák v soukromé kapli kardinála Richelieu. V roce 1642 vstoupil do služeb kardinála Mazarina. Roku 1644 získal post maître des enfants ve službách krále Ludvíka XIV. Následně se v roce 1650 stal hudebním skladatelem v chambre du roi.
V roce 1660 byl jmenován dvorním skladatelem (surintendant de la musique du roi, tento úřad po něm zastával Jean-Baptiste Lully). Jeho církevní hudba se nedochovala, je však uváděn jako spoluautor u řady Lullyho baletů.
Jeho nejznámějším dílem je Balet Noci (Ballet de la Nuit), na kterém spolupracoval i Lully.

## Dílo
- Ballet de la Nuit, 1653
- Récit du temps et des quatre saisons, v Ballet du Temps (LWV 1), 1654
- Airs de cour, Parigi, 1651
- II. livre d’airs, Parigi, 1655
- 17 árií, a uspořádání z publikací z let 1651 a 1655